# Down a Dark Hall (película)
Down a Dark Hall (conocida como Blackwood en España) es una película estadounidense de género fantástico y terror dirigida por Rodrigo Cortés, con guion de Chris Sparling y Michael Goldbach, basada en la novela homónima de Lois Duncan, estrenada en agosto de 2018.

## Argumento
La película trata sobre una estudiante del internado Blackwood que se enfrenta a los poderes sobrenaturales de su directora.

## Reparto
- AnnaSophia Robb como Katherine "Kit" Gordy.
- Uma Thurman como Madame Duret.
- Isabelle Fuhrman como Izzy.
- Kirsty Mitchell como Ginny Gordy-Dabrowski.
- Taylor Russell como Ashley.
- Rebecca Front como Mrs. Olonsky.
- Jim Sturgeon como Dave Dabrowski.
- Victoria Moroles como Verónica.[3]
- Noah Silver como Jules.[4]

## Producción

### Desarrollo
Stephenie Meyer compró los derechos de la novela de Louis Duncan en 2013. En julio de 2014, Lionsgate compró la película. Ese mismo día se anunció que Rodrigo Cortés sería el director, y el guionista Chris Sparling se puso a trabajar sobre un borrador previo de Michael Goldbach. A principios de octubre de 2016 se anunció que la protagonista sería AnnaSophia Robb, y tres días más tarde Taylor Russell se unió al reparto. Victoria Moroles se unió al elenco como Verónica el 24 de octubre.

### Rodaje
La fotografía principal estuvo a cargo de Jarin Blaschke. La toma de las primeras imágenes comenzó en octubre de 2016 en Barcelona. Tras diez semanas en Barcelona y dos semanas en Gran Canaria, el rodaje terminó en diciembre de 2016.

### Música
El compositor Víctor Reyes es el autor de la música de la película, grabada en el Abbey Road Studio 1 por la Orquesta de Cámara de Londres.

## Recepción
Down a Dark Hall recibió reseñas generalmente mixtas de parte de la crítica y de la audiencia. En el sitio web especializado Rotten Tomatoes, la película posee una aprobación de 48%, basada en 27 reseñas, con una calificación de 5.3/10 y con un consenso crítico que dice: "Down a Dark Hall es más elegante que aterradora, aunque su atmósfera ominosa puede poner la piel de gallina entre los espectadores más jóvenes." De parte de la audiencia tiene una aprobación de 20%, basada en más de 250 votos, con una calificación de 2.5/5.
El sitio web Metacritic le dio a la película una puntuación de 56 de 100, basada en 9 reseñas, indicando "reseñas mixtas o promedio". En el sitio IMDb los usuarios le asignaron una calificación de 5.0/10, sobre la base de 14 468 votos, mientras que en la página web FilmAffinity la cinta tiene una calificación de 4.6/10, basada en 3958 votos.